# Nalorfina
Nalorfina (nota con il nome commerciale Lethidrone o Nalline), chiamata anche N-allilnormorfina, è una sostanza agonista-antagonista oppioide e antagonista recettiva oppioide con proprietà analgesiche.

## Descrizione
Fu introdotto nel 1954 e fu usato come antidoto per invertire il sovra dosaggio da oppioidi e in un test di prova per determinare la dipendenza da oppioidi. Agisce su due recettori degli oppioidi: il recettore μ-oppioide (MOR) dove ha effetti antagonistici, e sul recettore κ-oppioidi (KOR) (K i = 1.6 nM; EC 50 = 483 nM; E = 95%) dove esercita le caratteristiche di agonista parziale ad alta efficacia / agonista quasi completo. La nalorfina fu il secondo antagonista degli oppioidi ad essere introdotto, preceduto dalla nalodeina (N-allilnorcodeina) nel 1915 e seguita dal naloxone nel 1960 e dal naltrexone nel 1963.  A causa della potente attivazione del KOR, la nalorfina produce effetti collaterali come disforia, ansia, confusione e allucinazioni e, per questo motivo, non viene più utilizzata a livello medico. La nalorfina ha un numero di analoghi tra cui niconalorfina (analogo della nicomorfina), diacetilnalorfina (analogo dell'eroina), diidronalorfina (diidromorfina) e un numero di altri e un numero di quelli basati su codeina.

## Chimica

### Sintesi

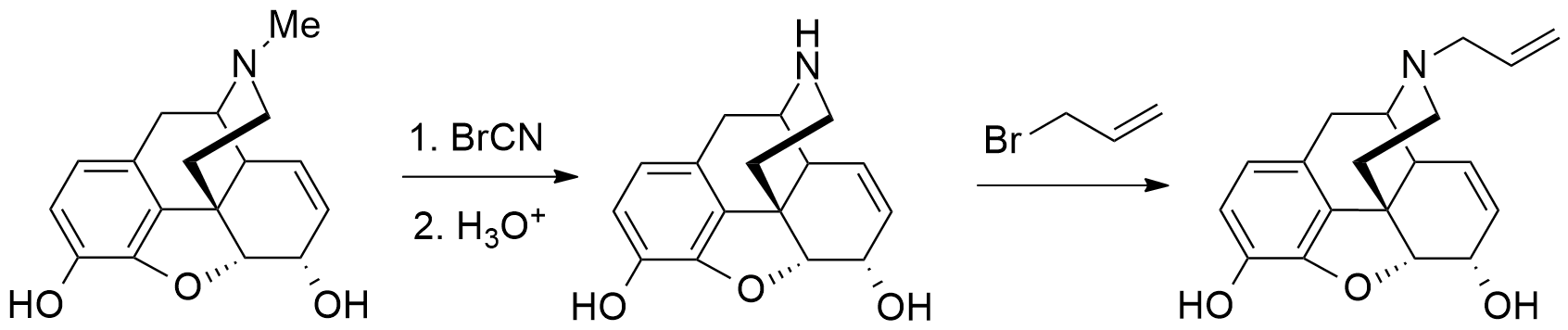
Sintesi di nalorfina: procedura modificata:

Più recentemente, è diventato molto più comune utilizzare il cloroformiato di etile anziché il bromuro di cianogeno per la fase di demetilazione della degradazione di Von Braun. Vedi ad esempio l'elenco dei feniltropani o la sintesi di paroxetina per ulteriori esempi.